# Masûd de Ghaznî
Masûd de Ghaznî, Mas'ûd Ghaznavi Ier (arabe : مسعود غزنويّ الأوّل), ou Mas'ûd Ibn Mahmûd (arabe : سعود بن محمود), surnommé Shihâb ul-Daula (arabe : شهاب الدّولة, étoile de l'état), fut le troisième sultan de l'empire ghaznévide. Il régna de 1031 à 1041 (421 - 432 de l'hégire).
Durant le règne de son père, Mahmûd de Ghaznî, il prouve ses capacités en tant que général de guerre en annexant les provinces de Jourjistan et de Tuburistan, et une partie de la Perse. Il fut nommé gouverneur de Rayy, Isfahan, Balkh et Herat. Après la mort de son père en 1030, il écarte Mohammed (arabe : محمّد), son jeune frère jumeau (héritier du trône), du pouvoir en 1031 et l'emprisonne.
- 1031 Makran
- 1032 Boukhara défendu contre les Seldjoukides qui la prirent, avec Samarcande, des mains des abbassides
- 1033 Soulèvement au Cachemire
- 1034 Tuburistan
- 1034 Défaite contre les Seldjoukides au Khorasan. Bataille dans les plaines de Nesa
- 1036 Collines de Siwalik : Prise de la capitale Hansy
- 1037 Toghril Beg attaque Balkh
- 1037 Prise de la Transoxiane
- 1038 Toghril Beg prend Nishapur et s'autoproclame roi
- 1039 Tentatives de combattre Toghril Beg, progression dans Badwird, Tedzen et Suruksh
- 1040 Les Seldjoukides se retirent et battent Mas'ûd à la bataille de Dandanaqan.
- 1040 Prince Yezîdeyar envoyé à Ghur pour réprimer le soulèvement tandis que Mas'ûd se retira et délocalisa la capitale de Ghazni à Lahore

Durant le retrait, une mutinerie se déclare au sein de son armée, et une faction réinstalle son frère, Mohammed, sur le trône. Mohammed emprisonna, dès lors, Mas'ûd au fort Kurry, où il est tué sous les ordres de Mohammed ou de son fils Ahmed.